# Aphrodision

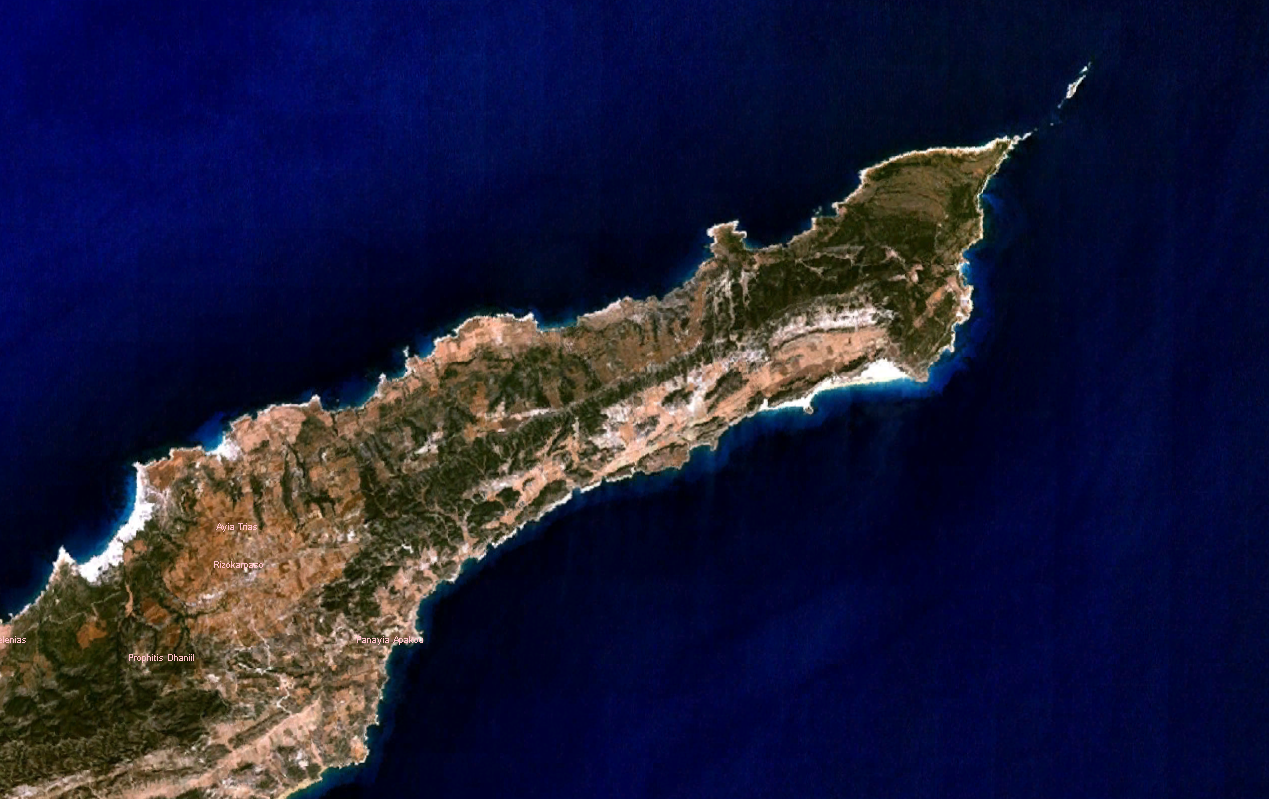
Die Halbinsel Karpas im Nordosten Zyperns, NASA-Satellitenbild

Aphrodision war eine antike Stadt auf der Halbinsel Karpas im Nordosten der Mittelmeerinsel Zypern.
Nach Mitford war Aphrodision die Hauptstadt des Karpas in der späten Eisenzeit, wurde dann jedoch durch Karpasia abgelöst, das seinerseits unter die Herrschaft von Salamis fiel. Die Stadt wird bei Strabon und Ptolemäus erwähnt.

## Lokalisierung
Mitford will Aphrodision auf dem Gebiet von Gialousa lokalisieren, andere setzen es mit Agios Philon (Ayfilon) bei Rizokarpaso gleich. Hogarth identifiziert es mit Aphrendrika östlich von Ayfilos, Hill mit der befestigten Höhensiedlung von Rhani bei Rizokarpaso. Nach Tønnes Bekker-Nielsen ist inzwischen die Ruinenstätte Liastrika bei Akanthou als das antike Aphrodision anerkannt.